# Grand Prix Formule 1 van Monaco 1983
De Grand Prix Formule 1 van Monaco 1983 werd gehouden op 15 mei in Monaco. Het was de vijfde race van het seizoen.

## Uitslag
| Positie | Nummer | Rijder             | Team              | Ronden | Tijd/Opgave         | Startplaats | Punten |
| ------- | ------ | ------------------ | ----------------- | ------ | ------------------- | ----------- | ------ |
| 1       | 1      | Keke Rosberg       | Williams-Ford     | 76     | 1:56:38.121         | 5           | 9      |
| 2       | 5      | Nelson Piquet      | Brabham-BMW       | 76     | + 18.475            | 6           | 6      |
| 3       | 15     | Alain Prost        | Renault           | 76     | + 31.366            | 1           | 4      |
| 4       | 27     | Patrick Tambay     | Ferrari           | 76     | + 1:04.297          | 4           | 3      |
| 5       | 4      | Danny Sullivan     | Tyrrell-Ford      | 74     | + 2 Rondes          | 20          | 2      |
| 6       | 23     | Mauro Baldi        | Alfa Romeo        | 74     | + 2 Rondes          | 13          | 1      |
| 7       | 30     | Chico Serra        | Arrows-Ford       | 74     | + 2 Rondes          | 15          |        |
| NF      | 6      | Riccardo Patrese   | Brabham-BMW       | 64     | Elektrisch probleem | 17          |        |
| NF      | 2      | Jacques Laffite    | Williams-Ford     | 53     | Versnellingsbak     | 8           |        |
| NF      | 29     | Marc Surer         | Arrows-Ford       | 49     | Botsing             | 12          |        |
| NF      | 35     | Derek Warwick      | Toleman-Hart      | 49     | Botsing             | 10          |        |
| NF      | 11     | Elio de Angelis    | Lotus-Renault     | 49     | Aandrijving         | 19          |        |
| NF      | 25     | Jean-Pierre Jarier | Ligier-Ford       | 32     | Ophanging           | 9           |        |
| NF      | 16     | Eddie Cheever      | Renault           | 30     | Motor               | 3           |        |
| NF      | 22     | Andrea de Cesaris  | Alfa Romeo        | 13     | Versnellingsbak     | 7           |        |
| NF      | 28     | René Arnoux        | Ferrari           | 6      | Ophanging           | 2           |        |
| NF      | 26     | Raul Boesel        | Ligier-Ford       | 3      | Botsing             | 18          |        |
| NF      | 9      | Manfred Winkelhock | ATS-BMW           | 3      | Botsing             | 16          |        |
| NF      | 3      | Michele Alboreto   | Tyrrell-Ford      | 0      | Botsing             | 11          |        |
| NF      | 12     | Nigel Mansell      | Lotus-Ford        | 0      | Botsing             | 14          |        |
| NQ      | 36     | Bruno Giacomelli   | Toleman-Hart      |        |                     |             |        |
| NQ      | 8      | Niki Lauda         | McLaren-Ford      |        |                     |             |        |
| NQ      | 7      | John Watson        | McLaren-Ford      |        |                     |             |        |
| NQ      | 31     | Corrado Fabi       | Osella-Ford       |        |                     |             |        |
| NQ      | 17     | Eliseo Salazar     | RAM-Ford          |        |                     |             |        |
| NQ      | 32     | Piercarlo Ghinzani | Osella-Alfa Romeo |        |                     |             |        |
| PQ      | 34     | Johnny Cecotto     | Theodore-Ford     |        |                     |             |        |
| PQ      | 33     | Roberto Guerrero   | Theodore-Ford     |        |                     |             |        |

## Statistieken
| Pole-position | Alain Prost   | Renault     | 1:24.840 |
| Snelste ronde | Nelson Piquet | Brabham-BMW | 1:27.283 |

1929 · 1930 · 1931 · 1932 · 1933 · 1934 · 1935 · 1936 · 1937 · 1948 · 1950 · 1955 · 1956 · 1957 · 1958 · 1959 · 1960 · 1961 · 1962 · 1963 · 1964 · 1965 · 1966 · 1967 · 1968 · 1969 · 1970 · 1971 · 1972 · 1973 · 1974 · 1975 · 1976 · 1977 · 1978 · 1979 · 1980 · 1981 · 1982 · 1983 · 1984 · 1985 · 1986 · 1987 · 1988 · 1989 · 1990 · 1991 · 1992 · 1993 · 1994 · 1995 · 1996 · 1997 · 1998 · 1999 · 2000 · 2001 · 2002 · 2003 · 2004 · 2005 · 2006 · 2007 · 2008 · 2009 · 2010 · 2011 · 2012 · 2013 · 2014 · 2015 · 2016 · 2017 · 2018 · 2019 · 2020 · 2021 · 2022 · 2023 · 2024 · 2025